# Elvis (film, 2022)
Pour les articles homonymes, voir Elvis (homonymie).
Pour plus de détails, voir Fiche technique et Distribution.
Elvis est un film australo-américain coécrit, coproduit et réalisé par Baz Luhrmann, sorti en 2022.
Il s'agit d'un film biographique sur Elvis Presley qui aborde principalement ses rapports complexes avec son imprésario, le Colonel Parker.
Il est présenté en avant-première hors compétition au festival de Cannes en mai 2022 avant sa sortie en salles le mois suivant.

## Synopsis
En 1997 à Las Vegas, le « Colonel » Tom Parker, sur son lit de mort, raconte comment il a façonné la carrière d'Elvis Presley. Ce flambeur se défend d'être responsable de la mort de l'artiste et de l'avoir utilisé. L'impresario raconte ensuite comment il a fait la connaissance de celui qu'on surnommera plus tard le « King ». Le Colonel entend parler de lui en 1955. A cette époque, Elvis vient de signer chez Sun Records avec Sam Phillips. Il enregistre quelques disques et commence à passer en radio. De son côté, Parker est le directeur d'un cirque ambulant avec en vedette le chanteur country Hank Snow. Elvis va peu à peu être intégré à la tournée du cirque, au grand désespoir de Hank Snow qui n'apprécie pas le style de jeune homme et ses déhanchés suggestifs. Alors que les jeunes filles sont très admiratives d'Elvis, Hank Snow n'est pas son seul détracteur. Plusieurs médias et hommes politiques, dont le sénateur James Eastland, tentent de faire interdire ses concerts et passages en radios.

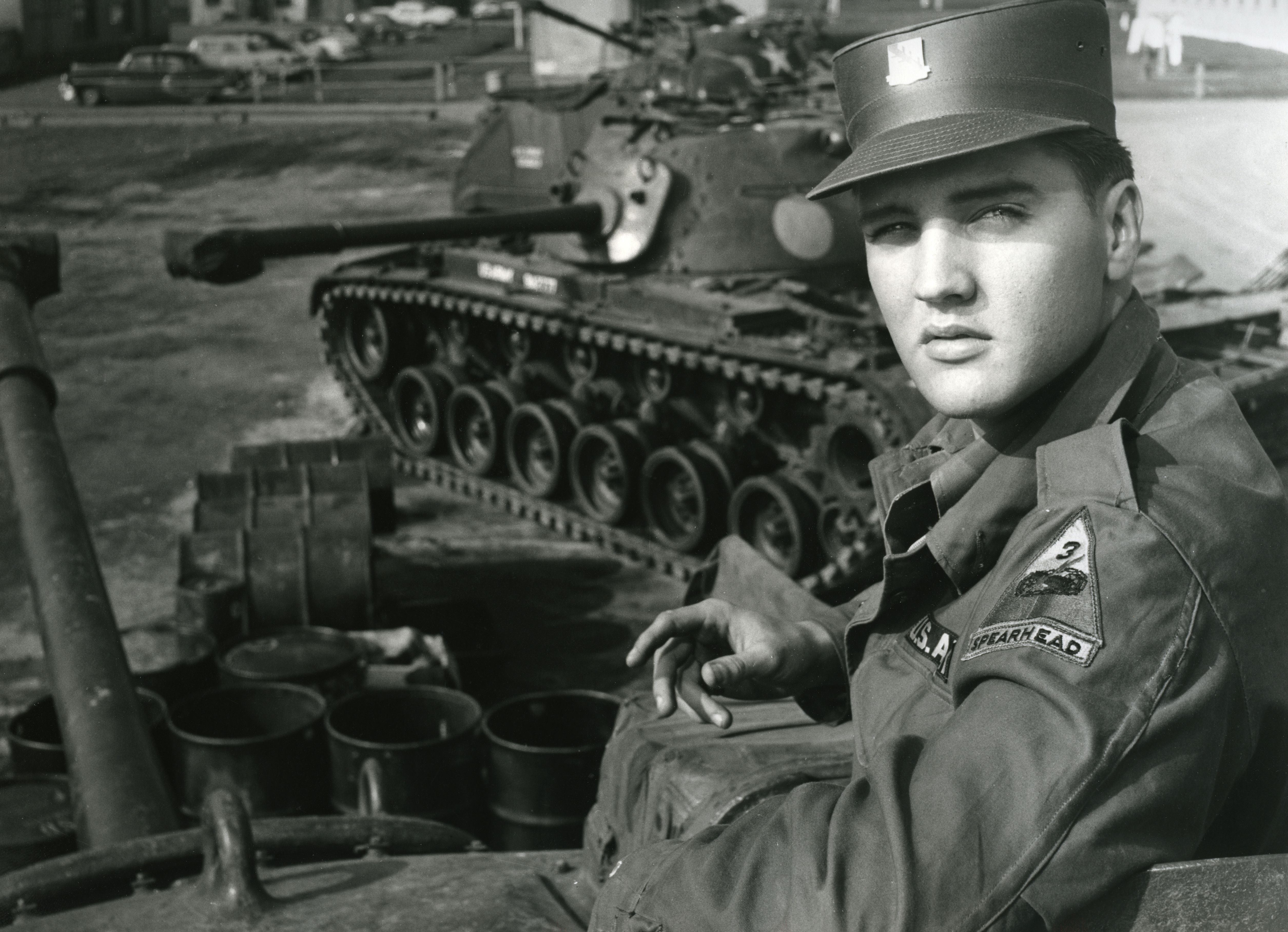
Elvis Presley durant son service militaire en Allemagne.

Le Colonel Parker revient également sur l'enfance d'Elvis, notamment à Tupelo dans le Mississippi dans un quartier majoritairement afro-américain. Il y découvre notamment la religion et le gospel. Après la tournée ambulante, Parker persuade Elvis pour qu'il devienne son impresario. L'ascension du jeune homme est fulgurante. Il gagne beaucoup d'argent et acquiert en 1957 la somptueuse demeure de Graceland à Memphis. Mais cet immense succès est entaché notamment par des hommes politiques qui voient d'un mauvais œil ses liens avec des artistes noirs comme B. B. King. Toute cette agitation aura de graves répercussions sur la famille Presley. Pour éviter la prison à son « poulain », le Colonel obtient un accord. En 1958, Elvis est alors envoyé deux ans en Allemagne pour y faire son service militaire. C'est durant cette période qu'il apprend la mort de sa mère Gladys, qui souffrait depuis des années d'alcoolisme.
En Allemagne, en 1959, Elvis rencontre Priscilla encore adolescente. Ils se marieront en 1967. Les années 1960 sont cependant difficiles pour Elvis. Sa carrière cinématographique stagne, la « British Invasion » fait rage et il voit de grands leaders américains se faire assassiner : John F. Kennedy, Robert F. Kennedy et notamment Martin Luther King qui est tué dans « sa » ville de Memphis. Elvis craint pour sa sécurité et celle de sa famille, notamment depuis la naissance de sa fille Lisa Marie. Sa carrière connaît un ralentissement, notamment avec l'émergence de nouveaux groupes comme The Beatles. Le Colonel va alors tenter de relancer sa carrière. Elvis veut quant à lui revenir au style de ses débuts. Les deux hommes ont alors de nombreux désaccords. Le colonel va alors signer un accord financier très avantageux — surtout pour lui — pour des concerts exclusifs durant des années à l'hôtel International de Las Vegas. Elvis va devoir s'y produire soirs après soirs, pendant cinq ans. Cela assure au colonel un effacement de sa dette de jeu. Elvis doit alors être chaque soir sur scène, coûte que coûte. Le chanteur a depuis quelque temps sombré dans l'addiction aux médicaments administrés par le docteur Nick (en). Son mariage bat de l'aile, le couple se sépare en 1972 et le divorce est finalisé l'année suivante. La santé et le physique du King se dégradent. Il continue cependant de monter sur scène et d'assurer ses spectacles pour l'hôtel. Il décède le 16 août 1977 d'une crise cardiaque à l'âge de 42 ans.
Avant sa mort, Elvis avait également dit à Priscilla que personne ne se souviendrait de lui après son départ. Lors de l'un de ses derniers spectacles, Elvis, bouffi et pâle, interprète avec puissance au piano la chanson Unchained Melody.
En 1997, le Colonel Parker meurt vieux, pauvre et seul dans sa chambre d'hôpital.

## Fiche technique
Sauf indication contraire, les informations mentionnées dans cette section peuvent être confirmées par la base de données cinématographiques IMDb,  présente dans la section « Liens externes ».
- Titre original et français : Elvis
- Réalisation : Baz Luhrmann
- Scénario : Sam Bromell, Baz Luhrmann, Jeremy Doner et Craig Pearce, d'après une histoire de Jeremy Doner et Baz Luhrmann
- Musique : Elliott Wheeler[1]
- Décors : Catherine Martin et Karen Murphy
- Costumes : Catherine Martin
- Photographie : Mandy Walker
- Montage : Matt Villa et Jonathan Redmond
- Production : Gail Berman, Baz Luhrmann, Catherine Martin, Patrick McCormick, Andrew Mittman, Priscilla Presley et Schuyler Weiss
- Production déléguée : Rory Koslow
- Sociétés de production : Bazmark Films et The Jackal Group ; Warner Bros. Pictures et Whalerock Industries (coproductions)
- Société de distribution : Warner Bros Pictures (États-Unis, France)
- Budget : 85 000 000 dollars américains[4]
- Pays de production :  États-Unis /  Australie
- Langue originale : anglais
- Format : couleur
- Genre : drame biographique
- Durée : 159 minutes
- Dates de sortie[5] :
  - France : 25 mai 2022 (festival de Cannes) ; 22 juin 2022 (sortie nationale)
  - États-Unis : 24 juin 2022

## Distribution

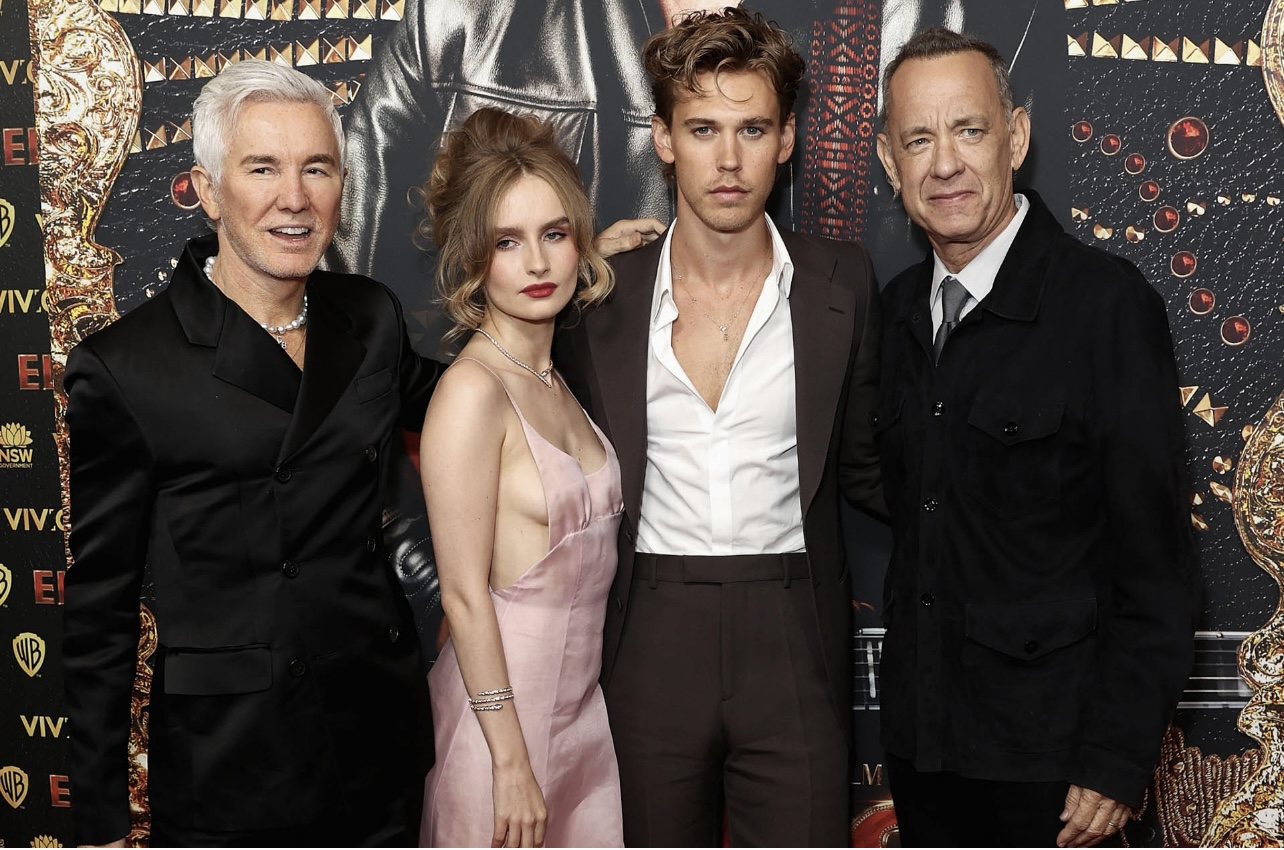
Baz Luhrmann, Olivia DeJonge, Austin Butler et Tom Hanks lors de l'avant-première du film à Sydney.

- Austin Butler (VF : Marc Arnaud ; VQ : Jean-Philippe Baril Guérard) : Elvis Presley
- Tom Hanks (VF : Jean-Philippe Puymartin ; VQ : Tristan Harvey) : le « Colonel » Tom Parker
- Helen Thomson (VF : Céline Ronté ; VQ : Marika Lhoumeau) : Gladys Presley
- Richard Roxburgh (VF : Tony Joudrier ; VQ : Alain Zouvi) : Vernon Presley
- Olivia DeJonge (VF : Garance Thénault ; VQ : Célia Gouin-Arsenault) : Priscilla Presley
- Luke Bracey (VF : Axel Kiener) : Jerry Schilling (en)
- Natasha Bassett : Dixie Locke
- David Wenham (VF : Jérôme Pauwels) : Hank Snow
- Kelvin Harrison Jr. (VF : Diouc Koma ; VQ : Philippe Racine) : B. B. King
- Xavier Samuel : Scotty Moore
- Kodi Smit-McPhee (VF : Julien Portugais) : Jimmie Rodgers Snow, le fils de Hank Snow
- Leon Ford : Tom Diskin
- Kate Mulvany (VF : Isabelle Charles) : Marion Keisker
- Josh McConville : Sam Phillips
- Yola : Sister Rosetta Tharpe
- Alton Mason : Little Richard
- Gary Clark Jr. : Arthur Crudup
- Christopher Sommers : Horace Logan
- Nicholas Bell (VF : Gérard Darier ; VQ : Benoît Rousseau) : le sénateur James Eastland
- Anthony LaPaglia : Bernard Lansky
- Dacre Montgomery (VF : Gauthier Battoue) : Steve Binder
- Christian Kisando : Smoky
- John Mukristayo : Jimmy
- Chaydon Jay : Elvis Presley, enfant
- Miles Burton : Bobby
- Gad Banza : Doc
- Adam Dunn : Bill Black
- Terapai Richmond : D.J. Fontana
- Patrick Shearer : Dewey Phillips
- Liz Blackett : grand-mère Dodger
- Cle Morgan : Mahalia Jackson
- Shonka Dukureh : Big Mama Thornton
Version française
  - Studio de doublage : Dubbing Brothers
  - Direction artistique / adaptation : Jean-Marc Pannetier
  - Voix additionnelles: Stéphane Ronchewski

## Production

### Genèse et développement
En avril 2014, le projet s'est révélé quand Baz Luhrmann entre en négociations pour réaliser le film, d'après un scénario de Kelly Marcel.
En mars 2019, Tom Hanks est choisi pour incarner le Colonel Parker. Baz Luhrmann est toujours sur le scénario. Le script de Kelly Marcel semble alors abandonné. Baz Luhrmann l'écrit avec Craig Pearce et Sam Bromell. En juillet 2019, plusieurs acteurs sont évoqués pour incarner Elvis : Ansel Elgort, Miles Teller, Austin Butler, Aaron Taylor-Johnson ou encore Harry Styles. Austin Butler est confirmé. En octobre 2019, Olivia DeJonge est choisie pour incarner Priscilla Presley.
En février 2020, Maggie Gyllenhaal et Rufus Sewell sont officialisés dans le rôles des parents d'Elvis alors que la chanteuse anglaise Yola obtient le rôle de Rosetta Tharpe,,. En septembre 2020, on annonce finalement que Rufus Sewell et Maggie Gyllenhaal abandonnent le projet pour conflits d'emploi du temps. Ils seront respectivement remplacés par Richard Roxburgh et Helen Thomson dans les rôles des parents d'Elvis Presley. Luke Bracey, David Wenham, Dacre Montgomery, Xavier Samuel et Kate Mulvany sont également annoncés,.
Alors que le tournage a débuté, plusieurs acteurs rejoignent la distribution. Kelvin Harrison Jr. est annoncé pour incarner B. B. King en décembre 2020. En janvier 2021, Alton Mason est choisi pour interpréter Little Richard. En septembre 2021, il est révélé que Kodi Smit-McPhee campera Jimmie Rodgers.

### Tournage
Le tournage a lieu en Australie, le 28 janvier 2020,,, ainsi que dans les Village Roadshow Studios dans le Queensland. Le 12 mars 2020, la production s'est arrêtée lorsque Tom Hanks et sa femme Rita Wilson sont testés positifs au COVID-19,. Le tournage doit reprendre le 23 septembre 2020.

### Musique
Le 10 juin 2022, la liste des titres est révélée sur Apple Music. L'album sort le 24 juin 2022, comprenant des chansons inédites d'artistes contemporains comme Doja Cat, Swae Lee et Eminem, ainsi que des remixes de morceaux d'Elvis Presley.
Liste des titres
1. Suspicious Minds (Vocal Intro) – Elvis Presley
2. Also Sprach Zarathustra / An American Trilogy – Elvis Presley
3. Vegas – Doja Cat
4. The King and I – Eminem & Cee Lo Green
5. Tupelo Shuffle – Swae Lee & Diplo
6. I Got a Feelin' in My Body – Elvis Presley & Stuart Price
7. Craw-Fever – Elvis Presley
8. Don't Fly Away" (Pnau Remix) – Elvis Presley & Pnau
9. Can't Help Falling in Love – Kacey Musgraves
10. Product of the Ghetto – Nardo Wick
11. If I Can Dream – Måneskin
12. Cotton Candy Land – Stevie Nicks & Chris Isaak
13. Baby Let's Play House – Austin Butler
14. I'm Comin' Home (Film Mix) – Elvis Presley
15. Hound Dog – Shonka Dukureh
16. Tutti Frutti – Les Greene
17. Strange Things Happening Every Day – Yola
18. Hound Dog – Austin Butler
19. Let It All Hang Out – Denzel Curry
20. Trouble – Austin Butler
21. I Got a Feelin' in My Body – Lenesha Randolph
22. Edge of Reality (Tame Impala Remix) – Elvis Presley & Tame Impala
23. Summer Kisses / In My Body – Elvis Presley
24. ’68 Comeback Special (Medley) – Elvis Presley
25. Sometimes I Feel Like a Motherless Child – Jazmine Sullivan
26. If I Can Dream (Stereo Mix) – Elvis Presley
27. Any Day Now – Elvis Presley
28. Power of My Love – Elvis Presley & Jack White
29. Vegas Rehearsal / That's All Right – Austin Butler & Elvis Presley
30. Suspicious Minds – Elvis Presley
31. Polk Salad Annie (Film Mix) – Elvis Presley
32. Burning Love (Film Mix) – Elvis Presley
33. It's Only Love – Elvis Presley
34. Suspicious Minds – Paravi
35. In the Ghetto (World Turns Remix) – Elvis Presley and Nardo Wick
36. Unchained Melody – Elvis Presley

## Accueil

### Sorties
La sortie américaine est initialement fixée au 1er octobre 2021. Mais la date est finalement prise par The Batman, autre film distribué par Warner Bros., en raison de changements liés à la pandémie de Covid-19. Le film sortira donc aux États-Unis, le 5 novembre 2021.
En janvier 2021, il est finalement annoncé que la sortie américaine est reportée au 3 juin 2022. Le 15 novembre 2021, le réalisateur publie sur son compte Twitter une très courte bande-annonce (10 secondes d'images au total) annonçant une date de sortie au 24 juin 2022.

### Critiques
Le film reçoit des critiques plutôt positives. Sur l'agrégateur américain Rotten Tomatoes, il récolte 78% d'opinions favorables pour 326 critiques et une note moyenne de 6,8⁄10. Le consensus suivant résume les critiques compilées par le site : « La formule "biopic rock standard" est bouleversée dans Elvis, avec l'énergie et le style éblouissants de Baz Luhrmann parfaitement complétés par la performance exceptionnelle d'Austin Butler ». Sur Metacritic, il obtient une note moyenne de 64⁄100 pour 57 critiques.
En France, le film obtient une note moyenne de 3,8⁄5 sur le site AlloCiné, à partir de l'interprétation de 35 critiques de presse.
La presse est globalement très positive à l'égard du film de Baz Luhrmann. Pour France Info Culture, « Elvis et Baz Luhrmann se retrouvent dans une même démesure. Le premier dans celle du personnage et l’extravagance de sa panoplie, le second dans des mises en scène spectaculaires et baroques, où la musique est centrale. Le réalisateur signe peut-être du même coup son meilleur film ». L'Humanité voit dans ce film « ultragénéreux » un long-métrage qui « déjoue ainsi les pièges classiques du biopic. Ni gentillet ni imbibé de gloriole (Elvis, tout génie qu’il est, n’est pas un enfant de chœur), il arrive à enjamber le programme attendu de la nécrologie du chanteur ».
Parmi les critiques les plus négatives, Libération se montre défiant envers le film. Ce dernier « [...] s’intéresse à tout sauf à la musique à l’origine du phénomène Presley, et passe le plus clair de son temps – 2h39 – à nous en détourner, pour nous ensevelir sous un magma de lumière et d’effets de manche qui le place sans ambiguïté du côté des exploiteurs qui firent de la carrière d’Elvis son calvaire, puis le précipitèrent au tombeau ». « Trop de strass, trop de kitch, trop d’effets » déclare Sud Ouest, tandis que Les Fiches du cinéma sont plus mornes : « entre les mains de Baz Luhrmann, ce biopic sous amphétamines cherche à sortir des sentiers battus, mais reste ce qu’il est : un biopic ».

### Box-office

#### France
Pour son premier jour d'exploitation en France, le long-métrage sur la vie d'Elvis Presley engrange 57 854 entrées (dont 15 199 en avant-première), pour 662 copies. Il se place en seconde position du box-office des nouveautés derrière Buzz l'éclair (144 993) et devant Black Phone (25 416).
Au bout de sa première semaine d'exploitation, Elvis se place en 4e position dans le box-office avec ses 343 596 entrées, derrière Buzz l'éclair (482 715) et devant Black Phone (136 339). La semaine suivante, le biopic se maintient dans ses résultats en attirant 311 924 personnes supplémentaires. Les nouveautés Irréductible (425 981) et La Traversée (189 578), toutes deux des comédies françaises, l'encadrent au classement. La semaine suivante, le biopic se maintient en 5e position avec 183 009 entrées, derrière Buzz l'éclair (214 017) et devant Irréductible (167 870).
La semaine du 20 au 26 juillet, le film devient millionnaire en France (1 015 574) en attirant 73 400 spectateurs et spectatrices pour une dernière place dans le top 10 du box-office, juste derrière la nouveauté au classement As Bestas (74 066).

#### Amérique du Nord
La semaine de sa sortie, le film totalise 30 500 000 $ a égalité avec Top Gun : Maverick. La semaine suivante, il engrange 19 000 000 $ derrière Top Gun (25 545 000) et Les Minions 2 (108 510 000). Puis, le biopic atteint la 4e place du box-office américain avec 11 000 298 $, derrière Top Gun : Maverick (15 499 887 $) et devant Jurassic World 3 (8 410 170 $).
A l'issu du week-end d'exploitation du 22-24 juillet, Elvis engrange 6 299 727 $ pour un total de 118 376 000 $.

## Distinction

### Récompense
- Hollywood Critics Association Midseason Awards 2022 : meilleur acteur pour Austin Butler

### Nomination
- Hollywood Critics Association Midseason Awards 2022 : meilleur film et meilleur réalisateur

### Sélection
- Festival de Cannes 2022 : hors compétition